# Győri ETO KC
Maillots
Dernière mise à jour : 11 juin 2024.
Cet article concerne le club de handball féminin de Győr. Pour le club de handball masculin, voir Győri ETO FKC. Pour le club de football, voir Győri ETO FC.
Le Győri ETO KC (en hongrois : Győri Egyetértés Torna Osztály Kézilabda Club) est un club féminin de handball de la ville de Győr en Hongrie.
C'est une des meilleures équipes européennes avec, depuis 2009, sept victoires et quatre finales en Ligues des champions. Le club est aussi le plus titré en Championnat de Hongrie avec 18 titres remportés ainsi qu'en Coupe de Hongrie avec 15 victoires, autant que son principal rival le Ferencváros TC.

## Histoire
Le club omnisports du Győr ETO a été fondé en 1904, mais la section de handball féminin n'a été ouverte qu'en 1948. En 1957, le club est pour la première fois champion de Hongrie. Après plusieurs revers, la section est fermée en 1979, puis rouverte en 1993.
La période la plus riche en succès débute en 2005, année où le club réalise le doublé championnat-Coupe de Hongrie qui sera suivi de beaucoup d'autres. En 2005, le club a aussi atteint sa quatrième finale en Coupe de l'EHF pour autant de défaites. En 2006, le club participe à une autre finale de coupe européenne, la Coupe des vainqueurs de coupe, mais ne la remporte pas non plus. Les deux années suivantes, pour la première fois de leur histoire, les joueuses ont joué une demi-finale de Ligue des champions. En 2009, elles passent aussi ce cap et jouent la finale d'une troisième compétition européenne, contre le club danois de Viborg.
Après une septième défaite consécutive en finale de coupe d'Europe lors de la Ligue des champions en 2012, le club remporte son premier titre européen l'année suivante en battant en finale le Larvik HK.
Lors de la Ligue des champions 2013-2014, Győr parvient à conserver son titre. Battus en quart de finale en 2015, le club retrouve la finale en 2016 mais s'incline aux jets de 7 mètres face au club roumain du CSM Bucarest. En 2017 puis en 2018, Győr atteint à nouveau la finale de la Ligue des champions : opposé au Vardar Skopje, une prolongation est nécessaire les deux fois pour que le club remporte ses troisième et quatrième titres dans la compétition.
Au gré du sponsoring, le club change plusieurs fois de noms :  Győri Vasas, Győri Vasas ETO, Győri Keksz ETO, Győri Graboplast ETO et depuis 2005 Győri Audi ETO.

## Résultats

### Palmarès
| Compétitions internationales | Compétitions nationales |
| --- | --- |
| - Ligue des champions (C1) : - Vainqueur (7) : 2013, 2014, 2017, 2018 , 2019, 2024, 2025 - Finaliste (4) : 2009, 2012, 2016, 2022 - Bronze (2) : 2021, 2023 - Coupe des vainqueurs de coupe (C2) : - Finaliste (1) : 2006 - Coupe de l'EHF (C3) : - Finaliste (4) : 1999, 2002, 2004, 2005 | - Championnat de Hongrie - Champion (18) : 1957, 1959, 2005, 2006, 2008, 2009, 2010, 2011, 2012, 2013, 2014, 2016, 2017, 2018, 2019, 2022, 2023, 2025 - Vice-champion (8) : 1960, 1998, 2000, 2004, 2007, 2015, 2021, 2024 - Coupe de Hongrie - Vainqueur (15) : 2005, 2006, 2007, 2008, 2009, 2010, 2011, 2012, 2013, 2014, 2015, 2016, 2018, 2019, 2021 - Finaliste (8) : 2000, 2002, 2004, 2017, 2022, 2023, 2024, 2025 |

### Parcours détaillé depuis 1993
| Saison    | Championnat                     | Coupe                           | Europe*              |
| --------- | ------------------------------- | ------------------------------- | -------------------- |
| 1993-1994 | 5e                              | 1/2 finale                      | N.Q.                 |
| 1994-1995 | 5e                              | ?                               | N.Q.                 |
| 1995-1996 | 4e                              | 1/2 finale                      | C4 : 1/4 de finale   |
| 1996-1997 | 5e                              | ?                               | C4 : 1/4 de finale   |
| 1997-1998 | Finaliste                       | ?                               | N.Q.                 |
| 1998-1999 | 3e                              | 1/2 finale                      | C3 : Finaliste       |
| 1999-2000 | Finaliste                       | Finaliste                       | C2 : 1/8 finale      |
| 2000-2001 | 3e                              | ?                               | C1 : Phase de groupe |
| 2001-2002 | 3e                              | Finaliste                       | C3 : Finaliste       |
| 2002-2003 | 3e                              | ?                               | C2 : 1/2 finale      |
| 2003-2004 | Finaliste                       | Finaliste                       | C3 : Finaliste       |
| 2004-2005 | Champion                        | Vainqueur                       | C1 : 2e tour         |
| 2004-2005 | Champion                        | Vainqueur                       | C3 : Finaliste       |
| 2005-2006 | Champion                        | Vainqueur                       | C1 : phase de groupe |
| 2005-2006 | Champion                        | Vainqueur                       | C2 : Finaliste       |
| 2006-2007 | Finaliste                       | Vainqueur                       | C1 : 1/2 finale      |
| 2007-2008 | Champion                        | Vainqueur                       | C1 : 1/2 finale      |
| 2008-2009 | Champion                        | Vainqueur                       | C1 : Finaliste       |
| 2009-2010 | Champion                        | Vainqueur                       | C1 : 1/2 finale      |
| 2010-2011 | Champion                        | Vainqueur                       | C1 : 1/2 finale      |
| 2011-2012 | Champion                        | Vainqueur                       | C1 : Finaliste       |
| 2012-2013 | Champion                        | Vainqueur                       | C1 : Vainqueur       |
| 2013-2014 | Champion                        | Vainqueur                       | C1 : Vainqueur       |
| 2014-2015 | Finaliste                       | Vainqueur                       | C1 : 1/4 de finale   |
| 2015-2016 | Champion                        | Vainqueur                       | C1 : Finaliste       |
| 2016-2017 | Champion                        | Finaliste                       | C1 : Vainqueur       |
| 2017-2018 | Champion                        | Vainqueur                       | C1 : Vainqueur       |
| 2018-2019 | Champion                        | Vainqueur                       | C1 : Vainqueur       |
| 2019-2020 | Arrêtées à cause de la Covid-19 | Arrêtées à cause de la Covid-19 | C1 : arrêtée         |
| 2020-2021 | Finaliste                       | Vainqueur                       | C1 : Bronze          |
| 2021-2022 | Champion                        | Finaliste                       | C1 : Finaliste       |
| 2022-2023 | Champion                        | Finaliste                       | C1 : Bronze          |
| 2023-2024 | Finaliste                       | Finaliste                       | C1 : Vainqueur       |
| 2024-2025 | Champion                        | Finaliste                       | C1 : Vainqueur       |

 * Légende : C1=Ligue Des Champions ; C2=Coupe des Vainqueurs de Coupe ; C3= Coupe de l'EHF ; C4=Coupe des Villes

## Effectif

### Effectif 2024–25
| Gardiennes de but - 89 Sandra Toft - 99 Hatadou Sako Ailières gauches - 23 Csenge Fodor - 28 Bo van Wetering (en) - 79 Eszter Farkas | Pivots - 05 Linn Blohm - 07 Kari Brattset Ailières droites - 22 Viktória Győri-Lukács - 26 Emilie Hovden (en) - 62 Dalma Varga | Arrières droites - 11 Ryu Eun-hee - 48 Dione Housheer Demi-centres - 20 Kristina Jørgensen - 27 Estelle Nze Minko - 81 Júlia Farkas | Arrières gauches - 10 Bruna de Paula - 14 Kristine Breistøl - 17 Kelly Dulfer - 21 Veronica Kristiansen |

### Transferts
| Arrivées - Hatadou Sako, gardienne de but, en provenance de Metz Handball - Bo van Wetering, ailière gauche, en provenance de Odense Håndbold - Kristine Breistøl, arrière gauche, en provenance de Team Esbjerg - Kelly Dulfer, arrière gauche, en provenance de SG BBM Bietigheim - Kristina Jørgensen, demi-centre, en provenance de Metz Handball - Dione Housheer, arrière droite, en provenance de Odense Håndbold | Départs - Silje Solberg, gardienne de but, à destination de Vipers Kristiansand - Rinka Duijndam, gardienne de but, à destination de Rapid Bucarest - Nadine Schatzl, ailière gauche, à destination de Moyra-Budaörs Handball - Noémi Háfra, arrière gauche, en prêt au SG BBM Bietigheim - Line Haugsted, arrière gauche, à destination de Team Esbjerg - Eszter Ogonovszky, arrière gauche, à destination de BM Bera Bera - Stine Bredal Oftedal, demi-centre, fin de carrière - Ana Gros, arrière droite, à destination de RK Krim - Yvette Broch, pivot, fin de carrière |

### Staff
- directrice générale :  Anita Görbicz
- entraîneur :  Per Johansson (en)
- entraîneur-adjoint :  Uroš Bregar
- entraîneuse des gardiennes  Éva Kiss

## Personnalités liées au club

### Joueuses emblématiques
Deux joueuses du club ont vu leur numéro retiré :
- 13  Anita Görbicz, demi-centre ou ailière gauche, au club de 1997 à 2021 (24 saisons), 3797 buts marqués (record) en 750 matchs (record), élue meilleure joueuse de l'année en 2005
- 18  Eduarda Amorim, arrière gauche, au club de 2009 à 2021 (12 saisons), 1742 buts marqués en 457 matchs, élue meilleure joueuse de l'année en 2014

Quatre autres joueuses du club ont été élues meilleure joueuse de l'année :
- Bojana Radulovics, arrière droite, au club de 2006 à 2007, élue en 2000 et 2003
- Heidi Løke, pivot, au club de 2011 à 2017, élue en 2011
- Andrea Lekić, arrière gauche, au club de 2011 à 2013, élue en élue meilleure joueuse de l'année 2013
- Stine Bredal Oftedal, demi-centre, au club de 2017 à 2024, élue en meilleure joueuse de l'année en 2020.

Parmi les autres joueuses du club, on trouve :
- Aurelia Brădeanu : de 2004 à 2011
- Yvette Broch : de 2015 à 2018 et de 2022 à 2024
- Katarina Bulatović : de 2013 à 2014
- Ana Ðokić : de 2002 à 2008
- Béatrice Edwige : de 2019 à 2021
- Laura Glauser : de 2020 à 2022
- Kari Aalvik Grimsbø : de 2015 à 2020
- Nycke Groot : de 2015 à 2019
- Beáta Hoffmann : de 1992 à 2001
- Anita Kulcsár : de 1995 à 2001 †
- Amanda Kurtovic : de 2019 à 2020
- Amandine Leynaud : de 2018 à 2022
- Katrine Lunde : de 2010 à 2015
- Nora Mørk : de 2016 à 2019
- Katalin Pálinger : de avant 2000 et 2007 à 2012
- Krisztina Pigniczki : de 1993 à 2001
- Crina Pintea : de 2018 à 2019, 2021 à 2022
- Jovanka Radičević : de 2011 à 2013
- Anna Sen : de 2014 à 2015
- Raphaëlle Tervel : de 2012 à 2014
- Zsuzsanna Tomori : de 2007 à 2010 et de 2015 à 2019

### Entraineurs
La liste des entraineurs depuis 1994 est :
- Kálmán Róth : de 1994 à 1996
- József Vura : de 1997 à 2002
- Kálmán Róth (2) : de 2002 à 2007
- Csaba Konkoly : de 2007 à 2011
- Karl Erik Bøhn (en) : de 2011 à 2012
- Ambros Martín : de 2012 à 2018
- Gábor Danyi : de 2018 à 2021
- Ambros Martín (2) : de 2021 à 2023
- Ulrik Kirkely : de 2023 à mars 2024
- Attila Kun : de mars à juin 2024
- Per Johansson (en) : depuis 2024